# 1996년 영월 지진
1996년 영월 지진은 1996년 12월 13일 오후 1시 10분 17초에 대한민국 강원특별자치도 영월군~정선군에서 일어난 규모 4.5의 지진이다. 이 지진은 대한민국 전역에서 감지되었으며 진앙지 주변에서는 MMI 최대 VII의 진도가 감지되었다. 대한민국 기상청은 영월 지진의 진앙 위치를 37.20°N, 128.80°E (정선군 사북읍 사북리)로, 한국지질자원연구원은 37.2518°N, 128.7113°E (정선군 신동읍 방제리)로 발표하였다.

## 지진 피해
지진의 진앙 깊이가 얕아, 규모 4.5의 지진의 감지 범위는 보통 100 km 정도인데 반해 이 지진은 감지 범위가 약 450 km 정도나 되어, 제주도를 포함한 한반도 전역에서 느껴졌다. 정선군에서는 신동읍사무소의 직원이 놀라 대피하고 예미리 일부 가옥에서 담장이 무너지는 피해가 있었다. 인근 지역인 중동면과 동면 등에서도 벽에 균열이 생기고 유리창이 깨지며 낙석이 일어나는 등의 피해가 있었다. 옥동초등학교, 예미초등학교 등지에서 벽에 균열이 생겼다. 이 지진은 대한민국 전 지역에서 감지되었으며 영월군 중동면, 신동읍, 정선군 남면 일부 지역에서 최대진도 VII이 감지되었다.
| 감진지역   | 감진지역   | 피해 및 감진정도 |
| ---------- | ---------- | --- |
| 영월군     | 영월읍     | 내성초등학교 보와 벽체 사이 미세 균열 |
| 영월군     | 중동면     | 석항리 연산초등학교 교실 벽 다수 균열, 천장텍스 추락, 지구본 파손, 석항우체국 벽 균열, 화장실 타일 1개 파손 농협 연쇄점 유리창에 금이 가고 물건 낙하, 중동면 석항출장소 벽에 세로 균열 석항휴게소 기사식당 실내외 벽 균열. 석항리 민가 가옥 블록 벽 균열(10~20 cm), 지붕 용마루, 슬레이트 낙하, 집지붕 수직으로 진동 외룡리 옥동천변 자갈벽이 3 m정도 붕괴, 옥동리 하동면사무소 기둥 외벽 시멘트 낙하, 실내벽 세로 균열, 옥동초등학교 실내외벽 균열                                                                                                 |
| 영월군     | 상동읍     | 내덕리 내덕초등학교 : 벽 미세균열 |
| 정선군     | 신동읍     | 덕천리 연포분교 교실벽 수십군데 균열, 천포리 조립식 담 5 m 붕괴, 가옥 지붕기와 일부 낙하 예미리 의림상회 벽 균열, 천장텍스 일부 파손, 예미초등학교 복도, 계단, 교실, 벽 수십군데 균열, 천장텍스 일부 파손, 관사 외벽벽돌 낙하, 폐가 조립식 담 붕괴 신동읍사무소 1층 사무실 벽이음새 수직 균열, 지하실 벽 균열, 조동리 지붕기와 일부 낙하, 외벽 일부 균열 함백초등학교 교실벽 미세균열, 함백고등학교 2층 신축건물과 구건물 이음새 균열 (약 1 cm), 교실벽 균열 함백중학교 화장실 타일 낙하, 함백여자중학교 교실내 균열 (4개소), 예미리 앞산 서쪽 낙석 |
| 정선군     | 정선읍     | 정선중학교 수십개소 미세 균열 발생 |
| 정선군     | 남면       | 심한 진동과 함께 가옥 미세균열 및 창문 파손, 문곡중학교 기둥 이음새 및 벽 균열, 문곡리 남면사무소 외벽타일 낙하, 문곡1리 액자, 꽃병 낙하 광덕리 일반가옥 균열, 문틈 벌어짐, 광탄-남창간 낙석, 무능3리 큰 폭발음과 함께 문이 열렸다 닫혔다 하면서 유리창 파손 |
| 정선군     | 고한읍     | 고한리 고한여자중학교 교실 4층 미세균열, 유리창 파손, 고한초등학교 체육관 균열 |
| 정선군     | 북면       | 여량리 여량중학교 2, 3층 교실 내 수개소 미세균열 |
| 정선군     | 동면       | 몰운리 테이블 위 유리 파손, 선동초등분교 1층 수십군데 균열, 덕우리 봉양초등학교 미세균열 화암리 단층집 흙벽 붕괴, 1층 벽돌집 유리창 파손, 여관 옆 식당건물 기와가 내려앉음, 식당 선반위 물건 낙하, 화암장 사람들이 모두 뛰어나옴 화암리 동면사무소 수십군데 벽 균열, 천장 석고보드 및 스피커 낙하, 우체국 벽에 미세균열, 천정 어긋남, 문곡-무능리 간 낙석 |
| 정선군     | 사북읍     | 건물이 심하게 흔들리는 매우 강한 지진동, 책상 위 물컵이 1분간 왔다갔다 이동, 유리창 일부 파손 |
| 강원도     | 강릉시     | 옥계면에서 지진동 세게 느껴짐, 아파트 4층에서 벽시계가 앞뒤로 진동, 초당동 건물창문이 진동, 방바닥이 2~3회 진동 |
| 강원도     | 삼척시     | 밖에 덤프트럭이 지나가는 것과 같이 건물이 10초 이상 심하게 진동, 유리창 진동, 하장면 갈전리에서 웅 하면서 건물과 유리창이 심하게 진동, 선반 물건 낙하 근덕면 용화리에서 10초이상 집과 창문이 심하게 진동, 집이 흔들리는 것이 눈에 보임, 원덕읍 원덕리에서 꽝 소리와 함께 건물과 창문이 심하게 진동 |
| 강원도     | 동해시     | 건물과 창문 진동, 꽃병, 화분, 어항 진동, 북평동 유리 낙하, 현대아파트 화분 요동 |
| 강원도     | 정선군     | 발이 떨릴 정도로 큰 진동, 동호호텔 엘레베이터 안에서 심한 진동 감지 |
| 강원도     | 평창군     | 건물 창문 심하게 진동, 커피잔의 물 쏟아짐, 발밑으로 땅속에 큰 물건이 굴러가는 듯한 느낌 용평면 면사무소 건물과 창문이 10초간 좌우로 심하게 진동, 방바닥이 좌우로 진동 진부면 하진부리에서 웅 하면서 10초간 건물과 창문이 심하게 진동 |
| 강원도     | 영월군     | 한전 : 폭파하듯이 울리면서 건물이 좌우 진동, 벽선반 물건 낙하 |
| 강원도     | 원주시     | 단계동에서 세워놓은 철제 집기 진동, 꽝 소리와 함께 창문 진동, 행구동에서 책상이 수직 진동하는 느낌, 단구동에서 책상, 창문과 가구 문짝이 진동 |
| 강원도     | 인제군     | 창문 진동, 남면 신남리 2층집 TV위 화분이 흔들림, 밖에 탱크가 지나가는 듯한 진동, 창문과 나무 진동 |
| 강원도     | 철원군     | 2-3층 건물과 창문 진동, 4층건물 군청의 탁상시계가 넘어짐 |
| 강원도     | 춘천시     | 고층아파트-창문 진동, 휘청하는 느낌, 건물 외부의 사람도 어지러울 느낌, 주전자가 넘어져 물이 쏟아짐, 3층 시청건물이 매우 흔들림, 창문과 진열된 물건이 소리내어 흔들림 |
| 강원도     | 속초시     | 기상대 : 창문이 가볍게, 고층아파트가 휘청하는 느낌 |
| 강원도     | 고성군     | 옆에 차 지나가는 정도로 느낌 |
| 강원도     | 홍천군     | 건물이 심하게 흔들리고 창문이 진동함. 불안정한 물건이 선반에서 낙하 |
| 강원도     | 횡성군     | 군청사무소 건물과 창문이 10여초 이상 수평으로 진동 |
| 충북       | 제천시     | 시청 창문이 흔들리고 커피잔과 냄비가 흔들리며 아파트가 무너지는 느낌의 진동, 집 전체와 방바닥이 굉장히 심하게 진동, 신월동사무소 의자가 좌우로 10 cm 정도 이동하면서 흔들림 |
| 충북       | 단양군     | 건물이 심하게 흔들리고 도로공사 패널이 넘어짐, 꽝 하는 소리와 함께 읍사무소 건물과 창문이 심하게 진동해 모두 놀라 뛰어나옴 가스폭발하듯이 큰 소리가 났으며 아스팔트 도로에 균열이 가고 군청 건물과 창문이 진동 |
| 충북       | 충주시     | 시청 벽 균열, 3-4층 건물이 매우 흔들려 놀라 밖으로 뛰어나감, 아파트 14층 베란다 쪽 큰 창문이 1-2분간 진동 충주시외버스터미널 건물이 흔들려 사람들이 뛰어나옴 |
| 충북       | 청주시     | 건물 전체가 심하게 흔들림, 탁자 위 음료수 심하게 흔들림, 고층아파트 난화분이 넘어지고 석유난로 자동소화, 물컵의 수면이 10초간 진동 |
| 충북       | 보은군     | 기상대 건물이 10초간 심하게 진동 |
| 충북       | 옥천군     | 기상대 건물이 10초간 심하게 진동, 깜짝 놀랄 정도로 학교 건물이 심하게 진동 |
| 충북       | 영동군     | 집과 기상대 건물이 진동 |
| 대전광역시 | 대전광역시 | 도마동 사무실 건물이 큰 소리와 함께 심하게 진동, 둔산동에서 선반 위 TV와 책상 위 컴퓨터 흔들림, 월평동 아파트에서 진동이 심해 깜짝 놀람 비래동에서 벽이 소를 내며 진동하고 창문이 심하게 흔들려 공포를 느낌, 용전동에서 꽝 소리와 함께 2~3초 심한 진동 후 2차 흔들림이 강하게 느껴짐 정림동에서 선반 위 가벼운 물건 낙하, 옥외에서 승용차가 휘청함 |

## 단층과의 관계
한국지질자원연구원은 이 지역은 옥천 습곡대와 평행 또는 사교(斜交)하는 각동 단층과 옥동 단층 사이 북동 내지 북북동(N10~20°E) 주향의 단층대에 속하는 곳으로 이들 단층의 최초 형성시기는 상부 고생대로 추정되며, 단층대를 따라 중생대의 대동층군을 변형시킨 것으로 보아 중생대에 활동한 것으로 분석되나 지진활동을 보아 향후 큰 지진이 발생한 것으로 판단되어 지속적인 모니터링이 필요하다고 설명하였다. 진원 단층의 방향은 스러스트가 포함된 주향 이동 단층이며 진원 단층의 방향은 주향 180±20°, 경사 50±5°, 면선각 150±5° 또는 주향 292±3°, 경사 65±5°, 면선각 30±10°인 것으로 추정하였다. 응력의 주 압축 방향은 동북동-서남서 경향을 가진다. 영월 지진의 진앙 부근에는 단곡 단층과 같이 북동 10~20°주향의 단층 또는 선상구조가 분포한다.

### 단층 면해
지진의 발진기구는 동북동-서남서 방향의 주 압력에 의하여 발생한 남-북 방향의 주향 성분이 우세한 역단층임이 밝혀졌다.

## 지역별 진도
주요 지역별 MM진도는 다음과 같다. 
| 진도 | 지역                                                       |
| ---- | ---------------------------------------------------------- |
| VII  | 영월, 정선 일부 지역                                       |
| V    | 강릉, 동해, 삼척, 원주, 홍천, 춘천                         |
| IV   | 포항, 경주, 밀양, 산청, 진주, 부산, 남원, 광주, 서울, 인천 |
| III  | 영광, 무안, 보성, 순천, 여수, 울산                         |
| II   | 목포, 해남, 완도, 제주도                                   |

## 같이 보기
- 한국의 지진
- 한국의 지진 목록
- 영월군의 지질
- 정선군의 지질
- 각동 단층
- 단곡 단층
- 영월인편상구조대
- 옥동 단층
- 한국의 단층